# 江革 (梁)
江 革（こう かく、466年頃 - 535年）は、南朝斉から梁にかけての官僚。字は休映。本貫は済陽郡考城県。

## 経歴
南朝斉の尚書倉部郎の江柔之の子として生まれた。幼くして聡明鋭敏で、6歳で文章を読み書きできたことから、父に「この児は必ず吾が門を興さん」と言われた。9歳で父を失い、貧しく師友のいない境遇で弟の江観とともに兄弟でお互い教え合い、精力的に読書して倦まなかった。16歳で母を失い、喪が明けると、江観とともに太学を訪れ、国子生となり、高い成績をおさめた。南朝斉の中書郎の王融や吏部の謝朓と交友した。竟陵王蕭子良にその名を知られて、西邸の学士として召し出された。弱冠で南徐州の秀才に挙げられた。
奉朝請を初任とした。このころ僕射の江祏に接近し、江祏が太子詹事となると、江革はその下で府丞となった。江祏はときの朝廷で権力を握っており、江革は経国の才能を見出されて、機密に参与し、詔誥の文章をすべて委ねられた。江革は証拠の残ることを防ぎ、他人に知られないようにした。永元元年（499年）、江祏が処断されると、かれの賓客たちはみなその罪に連座したが、江革はひとり知恵により免れた。尚書駕部郎に任じられた。
中興元年（501年）、蕭衍が石頭城に入ると、呉興郡太守の袁昂が郡に拠って蕭衍の軍をはばんだ。江革は蕭衍の命を受けて袁昂への信書を書いた。書き上げるとその文章は典雅で、蕭衍を深く感心させ、このため徐勉とともに書記を管掌することになった。建安王蕭偉が雍州刺史となり、書記を管掌する人材を求めると、江革がその下で征北記室参軍とされ、中廬県令を兼ねた。江革は弟の江観と長らく同居しており、離別に忍びず同行を求めると、江観は征北行参軍とされ、記室を兼ねた。しかし襄陽に向かう途中の江夏で、江観は病没した。江革は雍州で征北府や蕭偉に礼遇されたが、無官の人のように謙虚であった。天監5年（506年）、蕭偉が建康に召還されて丹陽尹となると、江革はその下で記室となり、五官掾を兼ねた。通直散騎常侍の位を受け、建康正をつとめた。江革は秣陵県令や建康県令を歴任した。その統治は清明厳粛であり、豪族たちもかれをはばかった。入朝して中書舎人・尚書左丞・司農卿を歴任した。普通元年（520年）、晋安王蕭綱の下で雲麾長史となり、尋陽郡太守・行江州府事をつとめた。太守・行州府事のまま、廬陵王蕭続の下に転じて仁威長史となった。まもなく左光禄大夫の位を受け、南平王蕭偉の下で長史となった。御史中丞に転じ、権貴を避けることなく弾劾上奏した。
後に少府卿に任じられた。貞威将軍・広陵郡太守として出向し、南康王蕭績の下で北中郎長史をつとめた。普通5年（524年）、将軍・太守のまま、豫章王蕭綜の下に転じて鎮北長史となった。普通6年（525年）、北魏の徐州刺史の元法僧が南朝梁に降ると、江革は蕭綜に従って彭城に駐屯した。6月、蕭綜が北魏に降ったため、彭城は陥落した。江革は馬に乗れなかったため、舟に乗って建康に帰ろうとしたが、途中の下邳で魏軍に捕らえられた。北魏の徐州刺史の元延明は江革の才名を聞き知っており、かれを厚遇した。江革は足の病気と称して拝礼しなかった。ときに祖暅（祖沖之の子）が江革とともに捕らえられており、元延明は祖暅に欹器や漏刻の銘文を作らせた。江革は虜のために銘を立てたと言って祖暅を非難した。元延明はこれを聞くと、江革に丈八寺碑と祭彭祖文を作らせようとした。元延明は鞭打ちを加えようと脅したが、死んでも筆を執らないと誓ったため、元延明は屈服させられないと知って取りやめた。日に脱粟3升を給与されて、命を繋いだ。普通7年（526年）、南朝梁と北魏のあいだで元略を北魏に帰す代わりに江革と祖暅を南朝梁に帰す交渉がまとまり、江革は帰国できた。臨川王蕭宏の下で太尉長史となった。
このころ武帝（蕭衍）は仏教を篤く信奉しており、朝廷の人士たちの多くも戒を受けたいと申し出ていた。江革は仏教的な因果を信じていたが、武帝はそれと知らず、江革に覚意詩500字を賜った。武帝が熱心に勧めてくるため、江革は菩薩戒を受けたいと申し出た。
江革は再び少府卿に任じられた。ときに武陵王蕭紀が東揚州刺史をつとめていたが、年少ですこぶる勝手気ままなため、武帝も手を焼いていた。そこで江革が蕭紀の下で東中郎長史となり、折衝将軍・会稽郡丞・行府州事をつとめることとなった。江革が赴任すると、供応を受けず、日に数百の訴えを判断して、遅滞させることがなかった。信賞必罰を徹底して民は安堵し官吏は恐れ、郡県の紀律は正された。山陰県令の王騫が不正に蓄財していたが、江革を恐れて自ら返上した。蕭紀のもとで宴会が開かれると、言論は必ず詩書によっておこなわれ、このため蕭紀は学問に精励し文章を好むようになった。典籤の沈熾文が蕭紀の作った詩を武帝に見せると、武帝は江革を抜擢した先見の明を誇った。江革は都官尚書に任じられて建康に召還されることとなった。民衆は江革の離任を惜しんだが、贈り物は一切受け取らなかった。江革の荷物がなく、船が軽すぎて安定しないということで、西陵の岸で石を十数個取って重石にした。
ほどなく監呉郡として出向した。このころ呉郡は荒廃して反乱が横行していた。江革が呉郡に赴任すると、仗身20人に公給を与えるだけで、余剰の軍尉を削減した。江革は広く恩を施し、制や令を明示して施行すると、反乱は沈静化し、民衆や官吏は安堵した。
中大通元年（529年）、武陵王蕭紀が江州刺史として出向すると、江革は明威将軍・南中郎長史・尋陽郡太守に任じられて同行した。後に召還されて入朝し、度支尚書となった。このころ尚書令の何敬容が人事を管掌していたため、ふさわしくない人物が多く任用されていた。江革は性格が剛直で、朝廷での宴会があるたびに人を褒めたり貶したりしていたため、権勢に憎まれるようになり、病と称して家に帰った。
光禄大夫の位を受け・歩兵校尉・南北兗二州大中正を兼ねた。大同元年（535年）2月、死去した。諡は強子。文集20巻があり、当時に通行した。

## 子女
- 江行敏（通直郎、早逝）
- 江徳藻
- 江従簡（文才があり、採荷詞を作って知られた。司徒従事中郎。侯景の乱のとき、任約に殺害された）

## 伝記資料
- 『梁書』巻36 列伝第30
- 『南史』巻60 列伝第50